# Канеграте
Канеграте, Канеґрате (італ. Canegrate) — муніципалітет в Італії, у регіоні Ломбардія, метрополійне місто Мілан.
Канеграте розташоване на відстані близько 500 км на північний захід від Рима, 24 км на північний захід від Мілана.
Населення — 12 529 осіб (2014).
Щорічний фестиваль відбувається 16 серпня. Покровитель — S.Maria Assunta-S.Rocco.

## Демографія
Населення за роками:

Станом на 1 січня 2023 року в муніципалітеті офіційно проживало 1216 іноземців з 67 країн, серед них 149 громадян країн Євросоюзу та 89 громадян України.

## Сусідні муніципалітети
- Бусто-Гарольфо
- Леньяно
- Параб'яго
- Сан-Джорджо-су-Леньяно
- Сан-Вітторе-Олона